# Diócesis de Humaitá
La diócesis de Humaitá (en latín: Humaitanensis y en portugués: Diocese de Humaitá) es una circunscripción eclesiástica de la Iglesia católica en Brasil. Se trata de una diócesis latina, sufragánea de la arquidiócesis de Porto Velho. Desde el 12 de agosto de 2020 su obispo es Antônio Fontinele de Melo.

## Territorio y organización
La diócesis tiene 135 000 km² y extiende su jurisdicción sobre los fieles católicos de rito latino residentes en 3 municipios del estado de Amazonas: Humaitá, Apuí y Manicoré.
La sede de la diócesis se encuentra en la ciudad de Humaitá, en donde se halla la Catedral de la Inmaculada Concepción.
En 2021 en la diócesis existían 8 parroquias.

## Historia
La prelatura territorial de Humaitá fue erigida el 26 de junio de 1961 con la bula Fertile Evangelii del papa Juan XXIII, obteniendo el territorio de la arquidiócesis de Manaos y de la prelatura territorial de Porto Velho (hoy arquidiócesis). Originalmente era sufragánea de la arquidiócesis de Manaos.
El 16 de octubre de 1979 la prelatura territorial fue elevada a diócesis con la bula Cum praelaturae del papa Juan Pablo II.
El 4 de octubre de 1982 pasó a formar parte de la provincia eclesiástica de la arquidiócesis de Porto Velho.
El 12 de febrero de 1996, en virtud del decreto Quo aptius de la Congregación para los Obispos, cedió el municipio de Manicoré a la prelatura territorial de Borba (hoy diócesis de Borba), recibiendo a cambio el de Apuí. Sin embargo, el 20 de enero de 2003 Manicoré se reincorporó a la diócesis de Humaitá mediante otro decreto llamado Quo aptius.

## Estadísticas
Según el Anuario Pontificio 2022 la diócesis tenía a fines de 2021 un total de 87 160 fieles bautizados.
| Año                                                                             | Población            | Población | Población      | Sacerdotes | Sacerdotes    | Sacerdotes    | Bautizados por sacerdote | Diáconos permanentes | Religiosos | Religiosos | Parroquias |
| Año                                                                             | Bautizados católicos | Total     | % de católicos | Total      | Clero secular | Clero regular | Bautizados por sacerdote | Diáconos permanentes | Varones    | Mujeres    | Parroquias |
| ------------------------------------------------------------------------------- | -------------------- | --------- | -------------- | ---------- | ------------- | ------------- | ------------------------ | -------------------- | ---------- | ---------- | ---------- |
| Prelatura territorial de Humaitá                                                |                      |           |                |            |               |               |                          |                      |            |            |            |
| 1966                                                                            | 12 500               | 43 000    | 29.1           | 6          |               | 6             | 2083                     |                      | 6          | 12         | 2          |
| 1970                                                                            | 45 000               | 45 500    | 98.9           | 6          |               | 6             | 7500                     |                      | 7          | 12         | 2          |
| 1976                                                                            | 51 340               | 53 600    | 95.8           | 5          | 1             | 4             | 10 268                   |                      | 5          | 17         | 4          |
| Diócesis de Humaitá                                                             |                      |           |                |            |               |               |                          |                      |            |            |            |
| 1980                                                                            | 39 200               | 43 100    | 91.0           | 11         | 1             | 10            | 3563                     |                      | 12         | 16         | 4          |
| 1990                                                                            | 77 200               | 91 500    | 84.4           | 7          |               | 7             | 11 028                   |                      | 8          | 19         | 7          |
| 2000                                                                            | 38 500               | 51 200    | 75.2           | 7          | 1             | 6             | 5500                     |                      | 6          | 15         | 5          |
| 2002                                                                            | 40 000               | 50 000    | 80.0           | 6          |               | 6             | 6666                     |                      | 7          | 19         | 5          |
| 2004                                                                            | 65 000               | 95 000    | 68.4           | 10         | 1             | 9             | 6500                     |                      | 12         | 26         | 7          |
| 2006                                                                            | 70 000               | 100 000   | 70.0           | 14         | 3             | 11            | 5000                     |                      | 13         | 20         | 7          |
| 2013                                                                            | 75 800               | 109 000   | 69.5           | 11         | 5             | 6             | 6890                     | 7                    | 9          | 23         | 8          |
| 2016                                                                            | 85 700               | 121 000   | 70.8           | 17         | 5             | 12            | 5041                     | 6                    | 13         | 26         | 8          |
| 2019                                                                            | 85 000               | 121 800   | 69.8           | 21         | 8             | 13            | 4047                     | 10                   | 14         | 24         | 8          |
| 2021                                                                            | 87 160               | 123 730   | 70.4           | 20         | 10            | 10            | 4358                     | 14                   | 11         | 14         | 8          |
| Fuente: Catholic-Hierarchy, que a su vez toma los datos del Anuario Pontificio. |                      |           |                |            |               |               |                          |                      |            |            |            |

## Episcopologio
- José Domitrovitsch, S.D.B. † (5 de agosto de 1961-27 de febrero de 1962 falleció)
- Miguel d'Aversa, S.D.B. † (21 de mayo de 1962-6 de marzo de 1991 retirado)
- José Jovêncio Balestieri, S.D.B. (6 de marzo de 1991-29 de julio de 1998 nombrado obispo coadjutor de Rio do Sul)
- Franz Josef Meinrad Merkel, C.S.Sp. (26 de julio de 2000-12 de agosto de 2020 retirado)
- Antônio Fontinele de Melo, desde el 12 de agosto de 2020